# Juraxymyia fossilis
Juraxymyia fossilis (лат.) — ископаемый вид комаров, единственный в составе рода Juraxymyia из семейства Axymyiidae. Обнаруженные опечатки датируются юрским периодом (Daohugou Formation, Chefeng City, Ningcheng County, Wuhua Township, Daohugou locality, Внутренняя Монголия, Китай). Среднего размера длинноусые двукрылые (длина тела 5,3 мм, ширина 1,1 мм), которые внешне напоминают комаров-толстоножек (Bibionidae), отличаясь особенностями жилкования крыльев. Ротовые органы редуцированы, как и у других представителей семейства Axymyiidae. Длина головы 0,7 мм, длина груди 1,5 мм (ширина 1,1), длина крыла 4,6 мм. Род Juraxymyia является сестринским к кладе из родов  Axymyia +  Mesaxymyia + †Psocites, а все вместе они образуют сестринскую группу к кладе †Sinaxymyia + Protaxymyia. Корневой к ним группой служит род Plesioaxymyia. Вид был впервые описан в 2004 году под названием Psocites fossilis Zhang, 2004, а в 2010 году выделен в отдельный род Juraxymyia Zhang, 2010.